# اینو کیلپی (بازیکن فوتبال)
اینو کیلپی (فنلاندی: Eino Kilpi; ۲۳ اکتبر ۱۹۱۰ – ۲۷ نوامبر ۱۹۷۷) بازیکن فوتبال اهل فنلاند بود.
وی همچنین در تیم ملی فوتبال فنلاند بازی کرده‌است.